# Хазарский сельсовет
Хазарский сельсовет — административно-территориальная единица и муниципальное образование со статусом сельского поселения в Дербентском районе Дагестана Российской Федерации.
Административный центр — село Хазар.

## История
Постановлением Народного Собрания Республики Дагестан от 25 ноября 1997 г. N 84 II НС упразднен Джалганский сельсовет, на его базе создано два самостоятельных муниципальных образования: село Джалган и Хазарский сельсовет

## Население
| 2002  | 2010  | 2012  | 2013  | 2014    | 2015    | 2016    |
| ----- | ----- | ----- | ----- | ------- | ------- | ------- |
| 6340  | ↗8447 | ↗8646 | ↗8832 | ↗8949   | ↗8987   | ↗9010   |
| 2017  | 2018  | 2019  | 2020  | 2021    | 2023    | 2024    |
| ↗9025 | ↘8983 | ↘8912 | ↗8924 | ↗10 013 | ↗10 068 | ↗10 116 |

## Состав
| № | Населённый пункт | Тип населённого пункта       | Население |
| - | ---------------- | ---------------------------- | --------- |
| 1 | Вавилово         | село                         | ↘154      |
| 2 | Дюзлер           | село                         | ↗756      |
| 3 | Нижний Джалган   | село                         | ↗3192     |
| 4 | Хазар            | село, административный центр | ↗5911     |